# Джон Віганд
Джон Рі́чард Ві́ганд (англ. John Richard Wiegand; 23 лютого 1912 — ? листопада 1986) — американський винахідник, власник низки патентів на винаходи. Відкрив, дослідив та описав фізичний феномен, який згодом отримав назву «ефект Віганда», що проявлявся у спеціальному «дроті Віганда» при розташуванні його у змінному за напрямом магнітному полі. Винахідник не був за освітою ані інженером, ані фізиком, а музикантом.

## Біографічні дані
Джон Віганд народився в Німеччині у 1912 році. У 1930-х роках перебрався до США й опановував фортепіано та хорове диригування в Джульярдській школі музики у Нью-Йорку.
Там він зацікавився аудіопідсилювачами — і згодом став асистентом інженера з розробки магнітних підсилювачів у Bell Telephone Laboratory. У 1944 році він почав працювати в Sperry Gyroscope Company в Лейк-Саксесcі (штат Нью-Йорк), а потім в урядового підрядника як розробник магнітофонів.
У 1965 році, ставши техніком з електроніки в компанії Echlin Mfg. Corp. (Бренфорд, штат Коннектикут), Віганд розпочав інтенсивні дослідження магнітів, які у подальшому привели його до приголомшливого відкриття: через сім років, 25 червня 1974 року, на створений ним бістабільний феромагнітний дріт було отримано патент США № 3820090. Дріт отримав назву «дріт Віганда» (англ. Wiegand wire). Це був стрижень з попередньо обробленого (механічним деформуванням та термобробленням) сплаву вікалой, у якому реалізовувався відкритий ним перед тим фізичний ефект, що також отримав його ім'я — «ефект Віганда».
До того, як у нього з'явився осцилограф для спостереження за імпульсами, саме ідеальна висота звуку дозволяла йому слухати через гучномовець магнітні імпульси, створювані його дротом. Джон завжди називав винайдений ним дріт «вона» і казав, що дріт співає йому.
Згодом Віганд познайомився з Мілтоном Велінскі (англ. Milton Velinsky), і разом вони заснували компанію Wiegand Electronics для розробки технічних пристроїв, робота яких ґрунтувалась на ефекті Віганда. Віганд займався дослідженнями та винахідництвом, а Велінскі — просуванням і продажем розробок.

## Дріт Віганда
Суть способу виготовлення дроту Віганда полягала у тому, що феромагнітний дріт зі сплаву вікалой (кобальт-залізо-ванадієвий сплав) обробляється циклічною деформацією кручення та поздовжнім деформуванням (Пат. США №3892118). Потім дріт піддавався термообробленню, щоб сформувати кристалічну структуру.
Така технологія робить магнітну коерцитивну силу зовнішнього шару (зазнає більших деформацій при крученні) феромагнетика значно вищою ніж у внутрішньої серцевини. Висока коерцитивність оболонки дозволяє зберігати напрям намагнічення від зовнішнього магнітного поля, навіть коли початкове джерело поля відсутнє. На дроті спостерігатиметься великий магнітний гістерезис: якщо до дроту піднести магніт, зовнішня оболонка з високою коерцитивною силою утримує напрям магнітного поля магнітно-м'якшого внутрішнього осердя. Але якщо магнітне поле перевищить заданий поріг, весь дріт як зовнішня оболонка, так і внутрішнє осердя швидко змінюють полярність намагнічування.
Раптова зміна полярності дроту Віганда частково пояснюється схильністю заліза намагнічуватися стрибкоподібно — ефект Баркгаузена, відкритий фізиком Генріхом Баркгаузеном у 1919 році. Коли дріт Віганда помістити у зону, схильну до зміни напряму поздовжніх магнітних полів, перемикання полярності оболонки і осердя дроту викликає значні стрибки в ефекті Баркгаузена.

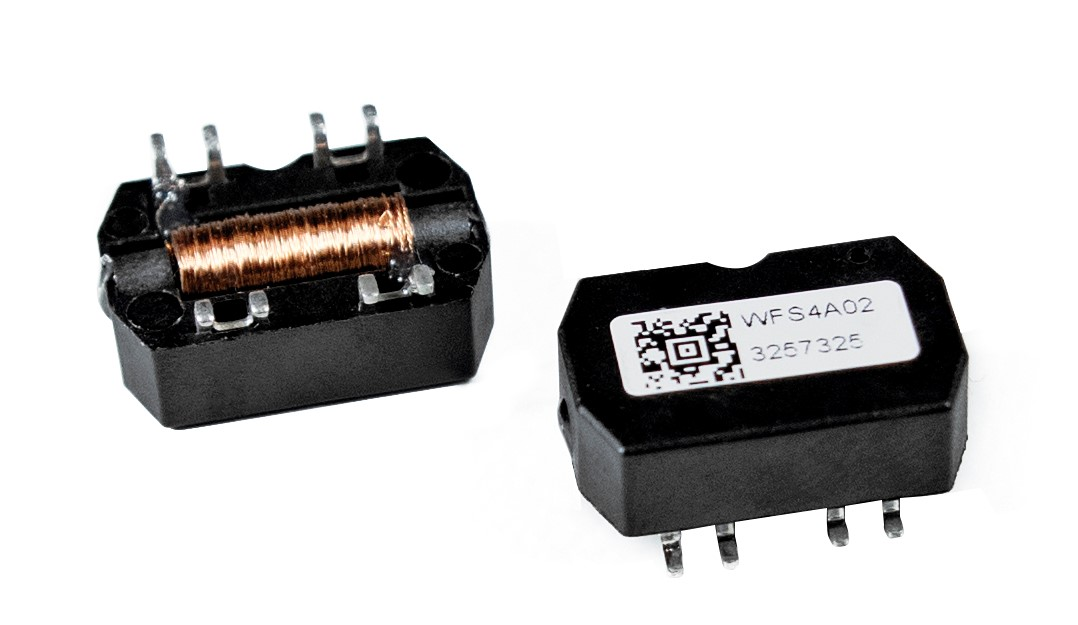
Датчики положення Віганда

На виході (наприклад, коли дріт Віганда використовується в датчиках) амплітуда типового імпульсу Віганда не залежить від напруженості та орієнтації поля збудження. При цьому ширина імпульсу, як правило, залишається сталою. Якщо таке осердя помістити в котушку, то зміна напряму магнітного поля буде індукувати у котушці скачок напруги тривалістю близько 10 мкс, що і знайшло застосування в датчиках.
Перше комерційне застосування ефект Віганда отримав в двигунах внутрішнього згоряння у 1970-х роках. Ефект було використано в датчиках положення колінчастого вала. Крім цього, ефект Віганда застосовувався в датчиках, які встановлювалися у зчитувачах спеціальних магнітних пластикових карток контролю доступу. Розроблено також протокол Віганда, який спочатку був призначений для передачі даних між датчиком Віганда та кардрідером у 1980-х роках.
Перевагою таких датчиків Віганда є висока чутливість, відсутність потреби у напрузі живлення датчика та робочий діапазон температур від -70 °C до +200 °C, що обумовило їх широке використання. Чутливі елементи Віганда застосовуються у витратомірах, датчиках швидкості, кута повороту, положення тощо.

## Патенти на винаходи
- US patent 3780313, John Richard Wiegand., "Pulse generator", issued 1973-12-18
- US patent 3820090, John Richard Wiegand, "Bistable magnetic device", issued 1974-06-25
- US patent 3892118, John Richard Wiegand, "Method of manufacturing bistable magnetic device", issued 1975-07-01
- US patent 4247601, John Richard Wiegand, "Switchable magnetic device", issued 1981-01-27
- US patent 4263523, John Richard Wiegand, "Pulse generator using read head with Wiegand wire", issued 1981-04-21
- US patent 4484090, John R. Wiegand, John E. Opie, "Pulse generator with shaped magnetic field", issued 1984-11-20
- US patent 4309628, John Richard Wiegand, "Pulse generation by changing magnetic field", issued 1982-01-05